# 저저립정향전주
《저저립정향전주》(중국어 정체자: 姐姐立正向前走, 병음: Jiě jie lì zhèng xiàng qián zǒu)은 중국의 텔레비전 드라마이다. 2012년 11월, 중국 후난 위성방송을 통해 첫방송되었다.

## 등장 인물
- 린신루 : 왕밍밍(汪明明) 역
- 왕둥청 : 인선(尹森) 역
- 린겅신 : 퉁사오톈(童少天) 역
- 우야신 : 선페이니(沈沛妮) 역
- 후빙(胡兵) : 푸윈카이(傅雲凱) 역
- 장륜석(張倫碩) : 헝리(亨利) 역
- 포일림(鮑逸琳) : 줘 저(卓姐) 역
- 사경훤(謝瓊煖) : 츙즈(瓊枝) 역
- 부연(傅燕) : 린옌(林燕) 역
- 이학경(李學慶) : 저우보캉(周寶康) 역
- 화자오(華嬌) : 양루언(楊如恩) 역
- 양려음(楊麗音) : 왕의 어머니(汪媽) 역